# Tureóforos

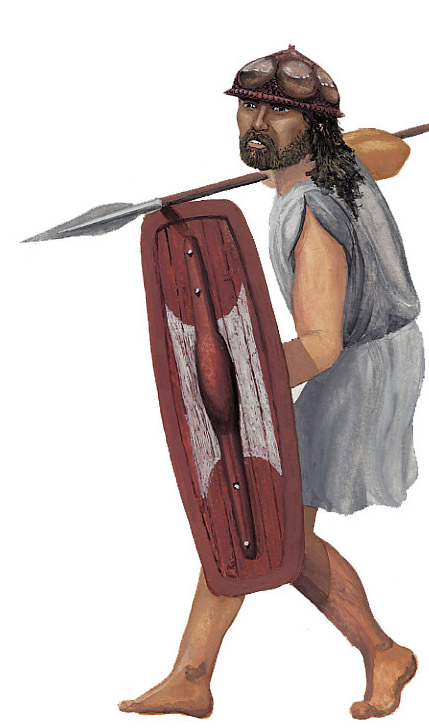
Tureóforo ilirio.

Los tureóforos (en griego antiguo: θυρεοφόρος, en singular) fueron un tipo de soldados de infantería, común en el siglo III a .C., que llevaban un ancho escudo oval llamado tureo, con el alma de madera cubierta de cuero y una espina central. Estaban armados con una larga lanza con propulsor, jabalinas y una espada. Solían llevar también un casco macedonio de hierro o de bronce. El tureo fue probablemente una adaptación de un escudo celta. Es posible que la infantería tracia e iliria adoptara el escudo antes que los griegos. No obstante, se ha sugerido que el tureo fue traído a Grecia después de las campañas de Pirro de Epiro en Italia, mientras que sus aliados oscos y sus enemigos romanos utilizaban el scutum.

## Papel
Los tureóforos se distinguían usualmente de los escaramuzadores y de la formación falangita, y parece que operaban en un lugar intermedio entre ambos. A menudo apoyaban a las tropas ligeras y parecían ser capaces de actuar de una manera similar a la de los peltastas. Estaban bien adaptados a las necesidades tácticas de los Estados más pequeños, sobre todo a la defensa fronteriza. Eran móviles y podían avanzar rápidamente en terrenos variados. Según Plutarco, podían luchar como escaramuzadores y luego replegarse, coger las lanzas y apretar las filas, formando en falange.

## Desarrollo
En el siglo IV a .C., el principal tipo de infantería mercenaria eran los peltastas, hasta tal punto que se convirtieron en sinónimo de mercenarios en general. Algunas ilustraciones de principios del siglo III a .C. muestran aún el pequeño escudo peltasta, que se usó hasta mediados de dicho siglo, época en la que fue reemplazado por el tureo. Este escudo fue adoptado por la Liga Aquea y por los beocios en 270 a .C. Plutarco describe a los aqueos equipados con el tureo como hostigadores a distancia, como peltastas, pero también con lanzas para el combate cuerpo a cuerpo. A pesar de sus lanzas, dice que los tureóforos no son fiables en la lucha cuerpo a cuerpo, debido a su naturaleza de tropas ligeras. Los mercenarios tureóforos no procedían únicamente de Grecia, sino que podían ser de otras regiones, como Anatolia. Junto a esta forma de lucha de la tureomaquia, combatiendo con espadas y tureos, se desarrolló un evento atlético en muchas competiciones griegas.
La Liga Aquea, bajo el mandato de Filopemen, abandonó el tureo alrededor de 208-207 a .C. en favor de la sarisa macedonia.

como los aqueos ... se acomodaban en todo a él, cambió el equipamiento de su infantería, pues llevaban pequeños dardos y escudos alargados como los oblongos de los celtas [tureos] o los escudos de mimbre de los persas...
Pausanias, Descripción de Grecia , VIII, 50.

Aunque los megalopolitanos habían adoptado el estilo macedonio en 222 a .C., después Antígono III de Macedonia dotó a la ciudad de Megalópolis de escudos de bronce para formar un contingente de epilektoi armados como calcáspidas («escudos de bronce»).
Hacia finales del siglo III a .C., los tureóforos ya no fueron la unidad militar predominante en las pequeñas polis griegas, siendo reemplazados por la falange de estilo macedonio. Unas tropas relacionadas con ellos eran los toracitas.

## Ilustraciones
Aparecen con frecuencia tureóforos en las pinturas funerarias de Alejandría y Sidón. Pueden verse también en  terracotas de Seleucia del Tigris.